# Мууга, Лейли Адамовна
Лейли Адамовна Мууга (14 ноября 1922, Майма-Чергачак — 1 августа 2016, Виймси, Харьюмаа) — советский, эстонский живописец, член Союза художников Эстонии (1953), заслуженный художник Эстонской ССР (1965).

## Биография
Родилась в селе Майма Горно-Алтайской автономной области, куда Первая мировая война заставила уехать её отца землемера.
В 1925 году семья переехала в Пятигорск, затем в 1938 году в Нальчик. Училась в Тартуском художественном институте (1947—1951), Художественном институте Эстонской ССР в Таллине (1951—1953) под руководством Альфреда Конго. Окончила институт с дипломной работой «Дмитрий Менделеев поздравляет со 100-летием Тартуский университет».
С 1962 по 1977 год преподавала в Художественном институте Эстонской ССР, доцент (1968).
Скончалась 1 августа 2016 года в доме по уходу.

## Творчество
Для жанровых картин, портретов и натюрмортов Мууга характерна патетичность образа, красочная декоративность.
Триптих «Протест против войны» обошёл многие выставки мира, напоминая людям о жертвах фашизма, страшной судьбе Хиросимы, выжженных джунглях Вьетнама. В 1959 году за это произведение Лейли Мууга была награждена дипломом Союза художников СССР.
В 1962 году появилась одна из лучших её картин «Оркестр». В дальнейшем наряду с многофигурными композициями («Семья рыбака») много внимания уделяла портрету (Анна Экстон, Айме Уить, Эллен Нейт, Рейндорф, Вельо Тормис) и натюрморту.
Писала виды Таллина, Будапешта и Венеции, природу Тартуского уезда, скалистые острова под Мурманском, зелёные пляжи Сааремаа, Лохусалу с его рыбацкой средой. Сразу несколько работ (как и у другого эстонского художника Юло Соостера) посвящены любимому растению — можжевельнику: «Душа можжевельника», «Можжевельниковая семья», «Можжевельник Лохусалу», «Реквием по потерянному можжевельнику»(1994).
Работы художницы хранятся в собраниях музеев Эстонии и России: Эстонском художественном музее, Третьяковской галерее, Смоленском музее-заповеднике, Тульском художественном музее, Пермской художественной галерее, Новочебоксарском художественном музее и других.